# Aseptis characta
Aseptis characta là một loài bướm đêm trong họ Noctuidae.

## Hình ảnh

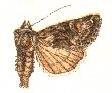